# Jay Marchant
Jay Marchant (Jay Calvin Marchant), né le 7 janvier 1888 dans le comté de Tripp, Dakota du Sud, États-Unis, mort le 14 juin 1962 (74 ans) dans le comté de Los Angeles, Californie, États-Unis est un réalisateur, acteur et scénariste americain. 

## Filmographie partielle
- 1920 : King of the Circus
- 1921 : Do or Die
- 1922 : Perils of the Yukon
- 1923 : The Ghost City
- 1924 : The Iron Man
- 1925 : The Great Circus Mystery
- 1925 : The Fighting Ranger
- 1925 : Speed Mad